# FFA Cup (2018)
FFA Cup 2018 – piąta edycja, australijskiego krajowego pucharu piłkarskiego FFA Cup.
W rywalizacji wzięło udział łącznie 772 drużyn z całego kraju. Drużyny z A-League oraz mistrz National Premier Leagues (NPL; Heidelberg United FC) rozpoczęły turniej od rundy głównej (1/16 finału) razem z 21 drużynami, które uzyskały awans z rundy kwalifikacyjnej. Runda główna FFA Cup rozpoczęła się 24 lipca, zakończyła się 30 października 2018. Zwycięzcą rozgrywek FFA Cup została drużyna Adelaide United FC, która pokonała w finale drużynę Sydney FC.

## Format rozgrywek
Turniej FFA Cup został podzielony na dwa główne etapy: rundę kwalifikacyjną i rundę główną. W rundzie kwalifikacyjnej brały udział zespoły, które występowały w National Premier Leagues oraz w niższych ligach stanowych. Awans do rundy głównej uzyskały 21 drużyny i łącznie z drużynami z A-League oraz mistrzem National Premier Leagues (zapewniony start od 1/16 finału) wystąpiło od tego etapu rozgrywek 32 drużyny.
Poszczególnym federacją stanowym przypadała określona liczba miejsc w rundzie głównej:
- Football NSW (Nowa Południowa Walia): 5 drużyn;
- Football Federation Victoria (Wiktoria): 4 drużyny;
- Football Queensland (Queensland): 4 drużyny;
- Football West (Australia Zachodnia): 2 drużyny;
- Northern NSW Football (północna część Nowej Południowej Walii): 2 drużyny;
- Football Federation South Australia (Australia Południowa): 1 drużyna;
- Football Federation Tasmania (Tasmania): 1 drużyna;
- Capital Football (Australijskie Terytorium Stołeczne): 1 drużyna;
- Football Federation Northern Territory (Terytorium Północne): 1 drużyna.

Liczba miejsc została ustalona na podstawie liczby zarejestrowanych piłkarzy w danej federacji.

## Uczestnicy
| A-League | National Premier Leagues i niższe ligi stanowe | National Premier Leagues i niższe ligi stanowe |
| 10 drużyn | 22 drużyny | 22 drużyny |
| - Adelaide United FC - Brisbane Roar FC - Central Coast Mariners FC - Melbourne City FC - Melbourne Victory FC - Newcastle United Jets FC - Perth Glory FC - Sydney FC - Wellington Phoenix FC - Western Sydney Wanderers FC | - APIA Leichhardt Tigers FC (FNSW) - Bonnyrigg White Eagles FC (FNSW) - Hakoah Sydney City East FC (FNSW) - Marconi Stallions FC (FNSW) - Rockdale City Suns FC (FNSW) - Avondale FC (FFV) - Bentleigh Greens SC (FFV) - Heidelberg United FC (NPL, FFV) - Northcote City FC (FFV) - Port Melbourne SC (FFV) - Devonport City FC (FFT) | - Cairns FC (FQ) - Gold Coast Knights SC (FQ) - Lions FC (FQ) - Olympic FC (FQ) - Broadmeadow Magic FC (NNSWF) - Charlestown City Blues FC (NNSWF) - Armadale SC (FW) - Gwelup Croatia SC (FW) - Adelaide Comets FC (FFSA) - Canberra FC (CF) - Hellenic Athletic Club (FFNT) |

Objaśnienia:
1. FNSW – Football NSW;
2. FFV – Football Federation Victoria;
3. FQ – Football Queensland;
4. NNSWF – Northern NSW Football;
5. FW – Football West;
6. FFSA – Football Federation South Australia;
7. CF – Capital Football;
8. FFT – Football Federation Tasmania;
9. FFNT – Football Federation Northern Territory;
10. NPL – mistrz National Premier Leagues.

## Rozgrywki

### 1/16 finału
| Gospodarz                 | Wynik   | Gość                        |
| 25 lipca 2018             |         |                             |
| Port Melbourne SC         | 0:1     | APIA Leichhardt Tigers FC   |
| Lions FC                  | 3:2     | Olympic FC                  |
| Canberra FC               | 1:4     | Broadmeadow Magic FC        |
| Avondale FC               | 4:1     | Marconi Stallions FC        |
| Gwelup Croatia SC         | 0:4     | Adelaide Comets FC          |
| Bonnyrigg White Eagles FC | 2:1     | Hakoah Sydney City East FC  |
| 1 sierpnia 2018           |         |                             |
| Adelaide United FC        | 3:0     | Central Coast Mariners FC   |
| Heidelberg United FC      | 2:1     | Charlestown City Blues FC   |
| Cairns FC                 | 4:0     | Armadale SC                 |
| Rockdale City Suns FC     | 2:4     | Sydney FC                   |
| 7 sierpnia 2018           |         |                             |
| Northcote City FC         | 1:3     | Devonport City FC           |
| Brisbane Roar FC          | 0:1 pd. | Melbourne City FC           |
| Gold Coast Knights SC     | 0:1     | Newcastle United Jets FC    |
| Bentleigh Greens SC       | 1:0     | Wellington Phoenix FC       |
| Perth Glory FC            | 0:1     | Melbourne Victory FC        |
| Hellenic Athletic Club    | 3:4     | Western Sydney Wanderers FC |

### 1/8 finału
| Gospodarz                 | Wynik | Gość                        |
| 21 sierpnia 2018          |       |                             |
| Avondale FC               | 4:1   | Devonport City FC           |
| Broadmeadow Magic FC      | 0:4   | Bentleigh Greens SC         |
| APIA Leichhardt Tigers FC | 3:2   | Melbourne Victory FC        |
| Cairns FC                 | 1:2   | Sydney FC                   |
| 29 sierpnia 2018          |       |                             |
| Melbourne City FC         | 1:0   | Newcastle United Jets FC    |
| Adelaide Comets FC        | 0:4   | Heidelberg United FC        |
| Lions FC                  | 0:1   | Adelaide United FC          |
| Bonnyrigg White Eagles FC | 1:2   | Western Sydney Wanderers FC |

### Ćwierćfinały
| 19 września 2018 | Avondale FC · Bowland 56', 61' | 2 – 4 (pd.)Raport | Sydney FC · 17', 28' Buhagiar · 105' Ninković · 114' le Fondre | John Ilhan Memorial Reserve, Melbourne Widzów: 1566 Sędzia: Jonathan Barreiro |
|                  |                                |                   |                                                                |                                                                               |

| 19 września 2018 | Melbourne City FC · McGree 53' | 1 – 2Raport | Western Sydney Wanderers FC · 33' Riera · 41' Bonevacia | AAMI Park, Melbourne Widzów: 1800 Sędzia: Daniel Elder |
|                  |                                |             |                                                         |                                                        |

| 26 września 2018 | Bentleigh Greens SC · Alexander 87' | 1 – 0Raport | Heidelberg United FC | Kingston Heath Soccer Complex, Melbourne Widzów: 2104 Sędzia: Shaun Evans |
|                  |                                     |             |                      |                                                                           |

| 26 września 2018 | APIA Leichhardt Tigers FC | 0 – 2Raport | Adelaide United FC · 71' Goodwin · 80' Boland | Leichhardt Oval, Sydney Widzów: 1823 Sędzia: Kurt Ams |
|                  |                           |             |                                               |                                                       |

### Półfinały
| 5 października 2018 | Bentleigh Greens SC | 0 – 2Raport | Adelaide United FC · 21' Halloran · 49' Elsey | Kingston Heath Soccer Complex, Melbourne Widzów: 2416 Sędzia: Chris Beath |
|                     |                     |             |                                               |                                                                           |

| 6 października 2018 | Western Sydney Wanderers FC | 0 – 3Raport | Sydney FC · 49' Buhagiar · 64' de Jong · k. 75' le Fondre | Penrith Stadium, Sydney Widzów: 14 436 Sędzia: Daniel Elder |
|                     |                             |             |                                                           |                                                             |

### Finał
| 30 października 2018 19:30 (UTC+11:00) | Adelaide United FC · Goodwin 25', 74'                   | 2 – 1Raport | Sydney FC · k. 28' le Fondre                    | Coopers Stadium, Adelaide Widzów: 14 448 Sędzia: Jarred Gillett |
|                                        | kartki: · Izzo 27' · Marrone 34' · Isaías 34' · Lia 63' |             | kartki: · 35' Zullo · 52' O’Neill · 68' Brosque |                                                                 |

|  |  |

| GK                                                                                    | 20 | Paul Izzo              |     |
| RB                                                                                    | 2  | Michael Marrone        |     |
| CB                                                                                    | 23 | Jordan Elsey           |     |
| CB                                                                                    | 22 | Michael Jakobsen       |     |
| LB                                                                                    | 3  | Scott Galloway         |     |
| CM                                                                                    | 8  | Isaías (k)             |     |
| CM                                                                                    | 6  | Vince Lia              | 64' |
| RW                                                                                    | 4  | Ryan Strain            |     |
| CAM                                                                                   | 31 | Mirko Boland           | 90' |
| LW                                                                                    | 11 | Craig Goodwin          | 90' |
| FW                                                                                    | 26 | Ben Halloran           |     |
| Rezerwowi:                                                                            |    |                        |     |
| GK                                                                                    | 30 | Isaac Richards         |     |
| DF                                                                                    | 5  | Taylor Regan           | 90' |
| FW                                                                                    | 10 | Ken Ilsø               | 64' |
| MF                                                                                    | 16 | Nathan Konstandopoulos |     |
| MF                                                                                    | 17 | Nikola Mileusnic       | 90' |
| Trener:                                                                               |    |                        |     |
| Marco Kurz Sędzia: Jarred Gillett Sędziowie liniowi: Ryan Gallagher i Daniel Ilievski |    |                        |     |

| GK           | 1  | Andrew Redmayne    |     |
| RB           | 23 | Rhyan Grant        |     |
| CB           | 4  | Alex Wilkinson     |     |
| CB           | 5  | Jop van der Linden |     |
| LB           | 7  | Michael Zullo      |     |
| CM           | 6  | Joshua Brillante   | 81' |
| CM           | 13 | Brandon O’Neill    |     |
| RW           | 8  | Paulo Retre        | 76' |
| LW           | 10 | Miloš Ninković     |     |
| ST           | 9  | Adam le Fondre     |     |
| ST           | 14 | Alex Brosque (k)   |     |
| Rezerwowi:   |    |                    |     |
| GK           | 20 | Alex Cisak         |     |
| DF           | 2  | Aaron Calver       |     |
| MF           | 11 | Daniel De Silva    | 76' |
| FW           | 21 | Charles Lokolingoy | 81' |
| MF           | 24 | Cameron Devlin     |     |
| Trener:      |    |                    |     |
| Steve Corica |    |                    |     |

| Zdobywca FFA Cup 2018                  |
| -------------------------------------- |
| Adelaide United FC 2. tytuł w historii |